# Doug Hart
(en) Statistiques sur pro-football-reference
Douglas Wayne Hart (né le 6 juin 1939 à Handley et mort le 1er janvier 2020 à Minneapolis) est un joueur américain de football américain. 

## Enfance
Hart passe son enfance à la Handley High School et passe un premier essai au Arlington State College, qui deviendra l'université du Texas à Arlington en 1957. Il passe deux ans au Navarro College, de 1961 à 1962.

## Carrière

### Professionnel
Doug Hart n'est sélectionné par aucune équipe lors de la Draft de la NFL de 1963. Il signe d'abord avec les Cardinals de Saint-Louis mais ne reste pas longtemps dans l'équipe, ne disputant que le camp d'entraînement. Alors qu'il s'apprête à retourner dans la vie active, il est appelé par les Packers de Green Bay et l'entraîneur Vince Lombardi. Après une saison blanche dans la réserve, il occupe le poste de cornerback remplaçant pendant cinq ans, remportant un championnat NFL et les deux premiers Super Bowl.
En 1969, il devient titulaire au poste de safety et parvient à se mettre en avant notamment avec une interception qu'il retourne en touchdown de 85 yards face aux Vikings du Minnesota. Après trois années comme pilier de la défense, il est libéré lors du camp d'entraînement 1972 et prend sa retraite par la suite. 

### Palmarès
- Vainqueur du championnat NFL de 1965
- Vainqueur des Super Bowl I et II